# ハンベルジャイト
ハンベルジャイト（Hambergite、ハンベリ石、ハンベルグ石）は、ホウ酸塩鉱物。モース硬度7.5。ノルウェーで発見され、名前はスウェーデンの鉱物学者であるアクセル・ハンベリに由来する。宝石として産出することも珍しい。